# Theotima jeanneli
Theotima jeanneli is een spinnensoort uit de familie Ochyroceratidae. De soort komt voor in Angola.